# Bataille de Yeavering
La bataille de Yeavering (ou bataille de Geteryne) oppose le royaume d'Angleterre et le royaume d'Écosse le 22 juillet 1415.
Une grande armée écossaise qui menait un raid dans le Northumberland est battue par les troupes du comte de Westmorland Ralph Neville. La victoire des Anglais est assurée par la présence d'archers, efficacité stratégique qui sera à nouveau démontrée lors de la bataille d'Azincourt la même année.